# 劉亀図
劉 亀図（りゅう きと、生没年不詳）は、十国南漢の初代皇帝の高祖劉龑の次男。

## 生涯
南漢の高祖劉龑には19人の男子がおり、劉亀図はその次男であった。兄に劉耀枢がいる。大有5年（932年）、劉耀枢と同日に康王に封ぜられるが、兄と同じく早世した。
私撰の史書である『十国春秋』巻61・南漢4・列伝と、『南漢書』巻8・諸王公主列伝・高祖諸子部に立伝されているものの、いずれの記述もわずか1行であり、他の事績はまったく知られていない。なお、南漢の第2代皇帝の殤帝劉玢は劉龑の三男である。